# Palazzo Borgia
Il Palazzo Borgia, conosciuto anche come Palazzo dei Cesarini, è un palazzo di Roma che si trova a Piazza San Francesco di Paola, nel rione Monti. 
Il palazzo fa parte di un complesso che fu di proprietà delle potenti famiglie Cesarini e Margani.
Alla fine del XV secolo il palazzo e l'annesso vigneto passarono nelle mani di Vannozza Cattanei, la celebre amante di Rodrigo Borgia, in seguito divenuto papa Alessandro VI, e madre di quattro suoi figli, Giovanni, Cesare, Lucrezia e Goffredo.

## Storia

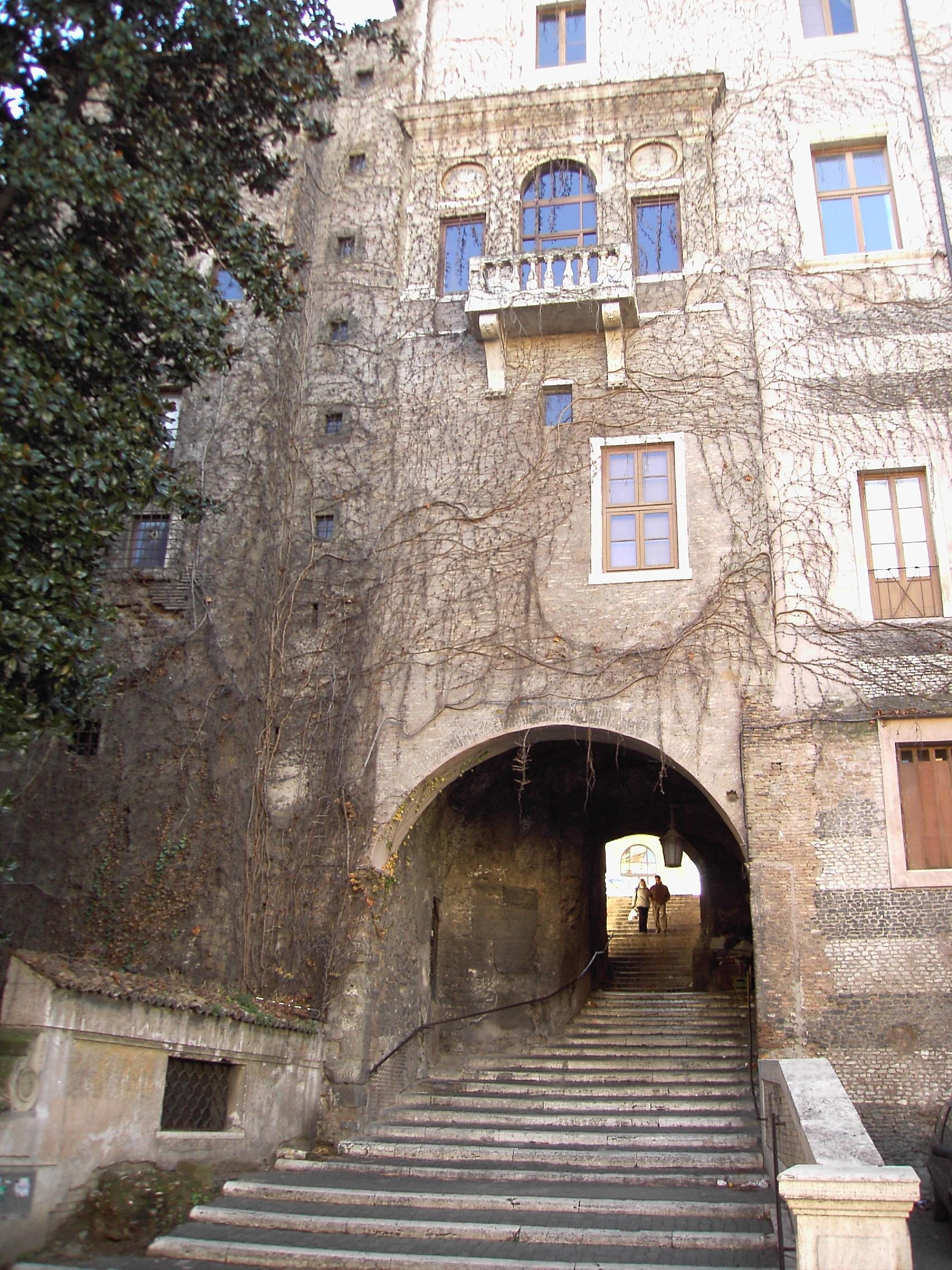
Dettagli della facciata e del "Balcone di Vannozza".

Del palazzo originario restano solo una finestra con balcone e una trifora palladiana del XVI secolo, nota come "Balcone di Vannozza".
La parte più antica di questa dimora, inglobata nel XVIII secolo nel complesso dell'ex convento della chiesa di San Francesco di Paola ai Monti, è costituita da una torre tronca a base quadrata risalente al XIII secolo, ma con mensole in travertino del XV secolo, nota come "Torre dei Borgia".
Fortezza dei Cesarini, passò poi ai Margani, che nel 1520 costruirono la finestra ad arco con balcone.
Papa Giulio II soggiornò nel palazzo nel 1512 quando si recò dal Vaticano al Palazzo del Laterano per partecipare al V Concilio Lateranense.
Nel 1571 il palazzo, passato alla famiglia Orsini, fu venduto da Giordano Orsini per 3000 scudi a Jacopo Giorgio Cesarini.
Nel 1622, infine, la proprietà fu acquistata dal frate Giovanni Pizzullo, che designò come suoi eredi i frati minimi di Francesco da Paola a condizione che fondassero un collegio per gli studenti calabresi dell'ordine e una chiesa dedicata a San Francesco di Paola, la già citata chiesa di San Francesco di Paola ai Monti.
La strada su cui si affaccia l'edificio era detta Vicus Sceleratus, legata alla oscura storia della figlia del re Servio Tullio, Tullia Minore. La facciata dell'edificio su questo lato ha conservato l'aspetto caratteristico che la legava alla tristemente nota vicenda dell'assassinio del duca Giovanni Borgia.
Non vi sono prove storiche che supportino l'appartenenza dell'edificio alla famiglia Borgia, a papa Alessandro VI, o, Vannozza Cattanei e ai loro figli.
Il muro del palazzo, sul lato del Vicus Sceleratus, dove si apre il piccolo tunnel ad arco, a causa del suo aspetto oscuro e della forte pendenza, conferì al luogo una reputazione di mistero e favorì intrighi e omicidi tra i membri della famiglia di papa Alessandro VI.

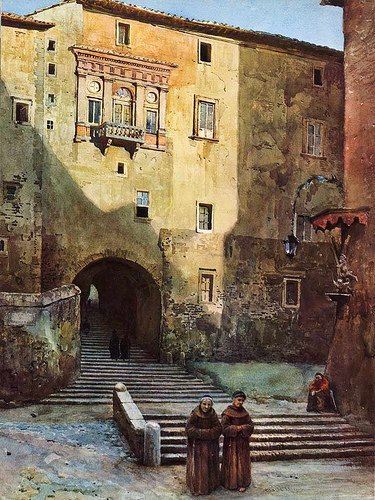
Acquarello di Ettore Roesler Franz (1883).

Clemente Erminio Borgia (1640-1711) diede inizio ad una raccolta di antichità che venne arricchita dai discendenti, in particolare da Alessandro Borgia (1682-1764), che fu arcivescovo di Fermo.
Stefano Borgia (1731-1804), cardinale e storiografo della Basilica di San Pietro, trasformò il palazzo in un museo con biblioteca.
Dieci anni dopo la morte di Stefano, il nipote Camillo  (1773-1817), giacobino e soldato al servizio di numerose bandiere, vendette nel 1815 la splendida collezione al re Ferdinando IV di Napoli, che oggi la conserva nel Museo archeologico nazionale di Napoli.